# 後悔
後悔或懊悔等，是一種希望自己過去做出不同決定的情緒，因為該決定的後果是負面的。後悔與感知到的機會是有關係的。 在做出決定後，它的強度會隨著時間的推移而變化，在行動與不行動方面，以及在特定年齡的自我控制方面。 伴隨後悔的自責被認為會刺激糾正行動和適應。